# Jaworzyna (1021 m)
Jaworzyna (1021 m) – szczyt w Grupie Wielkiej Raczy w Beskidzie Żywiecko-Kisuckim. Znajduje się w bocznym grzbiecie Kikuli, który odbiega w kierunku północno-wschodnim i na Skrzadnicy zakręca na południowy zachód. Północno-wschodnie stoki Jaworzyny opadają do doliny potoku Radeczki, południowo-zachodnie do doliny potoku Plaskórówka, w południowo-wschodnie wcina się dolina potoku Zbójniczak. Nazwa szczytu pochodzi od dawniej rosnących tutaj jaworów, nazwy Jaworzyna są częste w Karpatach, również w Beskidzie Żywieckim jest kilka szczytów o tej nazwie.
Na szczycie Jaworzyny jest punkt triangulacyjny. Obecnie Jaworzyna jest porośnięta lasem, dawniej jednak jej grzbiet i stoki były w dużym stopniu bezleśne, zaznaczone to jest jeszcze na topograficznych mapach Geoportalu, na zdjęciach lotniczych tej mapy widoczne są na ich miejscu świeże zalesienia. Dalej bezleśna jest dolna część stoków południowo-wschodnich, zajęta przez pola i zabudowania miejscowości Rycerka Górna.
Jaworzyna znajduje się w granicach miejscowości Rycerka Górna w województwie śląskim, w powiecie żywieckim, w gminie Rajcza. W regionalizacji fizycznogeograficznej Polski według Jerzego Kondrackiego Grupa Wielkiej Raczy zaliczana jest do Beskidu Żywieckiego, w nowszej polskiej regionalizacji z 2018 roku do Beskidu Żywiecko-Kisuckiego. Południowo-zachodnimi stokami Jaworzyny prowadzi szlak turystyczny.

## Szlaki turystyczne
Zwardoń – Oźna – Skrzadnica – Jaworzyna – Rycerka Górna.